# عملات أدلكيس من بينيفينتو

تُشكل سكّ أدلكيس، أمير بينيفينتو، فصلاً خاصاً في سكّ العملات اللومباردية في بينيفينتو، وتشهد على التغيرات السياسية التي شهدتها إمارته. تمتدّ الفترة التي سكّ فيها أديلكيس العملات من عام 854، عندما أصبح أميراً على بينيفينتو، إلى عام 878؛ وتتمحور سكّته حول الدينار، وهي عملة فضية انتشرت على نطاق واسع في أوروبا بعد صعود شارلمان إلى السلطة.
ترتبط أحوال إمارة أدلكيس بفترة تاريخية مضطربة بشكل ملحوظ، تخللتها حروب شارك فيها الإمبراطور لويس الثاني. حاول الأخير وضع الإمارة ضمن نطاق سلطته، لكن أدلكيس، بعد تقلبات عديدة، تمكن من الاحتفاظ بالسيطرة عليها. تنعكس هذه الأحداث وتُمثل من خلال الأنواع المختلفة التي تلت بعضها البعض في الإصدارات: في البداية مع وجود اسم أدلكيس وحده، ثم اسم أدلكيس مع اسم الإمبراطور بجانبه، ولاحقًا بدون اسم أدلكيس ولكن مع اسم الإمبراطور، إما وحده أو مع زوجته، وأخيرًا مع اسم أدلكيس محاطًا باسم البابا يوحنا الثامن.

## الفهرسة والمصادر
في نص فيليب غريرسون ومارك بلاكبيرن، "عملات أوروبا في العصور الوسطى" (MEC)، من العملات التي سُكّت خلال إمارة أدلكيس، أُدرجت ووُصفت ست عملات فقط من أصل ثماني عشرة معروفة بمساعدة الصور. وعلى الرغم من ضآلة الأهمية الممنوحة لعملات أدلكيس، إلا أن MEC تُستخدم كمرجع في الفهارس مع إشارات مثل "MEC 1، 1113"، حيث يشير MEC إلى الأحرف الأولى من السلسلة، و1 إلى المجلد الأول، و1113 إلى العملة رقم 1113 في الفهرس. العملات ذات الصلة بعملات أدلكيس، جميعها في المجلد الأول، مُفهرسة من عام 1113 إلى عام 1118. العملات الفردية التي حللت في المجلد والمستخدمة في الرسوم التوضيحية هي تلك الموجودة في مجموعة متحف فيتزويليام في كامبريدج.
مصدر فهرسة آخر، مستخدم على قدم المساواة، هو BMC Vand، أي كتالوج عملات الوندال وغيرهم من الشعوب، الموجود في المتحف البريطاني، والذي حرره واريك ويليام روث ونُشر في لندن عام 1911. ذكرت عملات أدلكيس في إطار عملات بينيفينتو، و صورت العملات المعدنية الموجودة في المتحف في الجدول XXV (4-6) ووصفت من الصفحات 183 إلى 186. كما وصفت الأنواع غير الموجودة في المجموعة.
الدراسات التي نُشرت في إيطاليا عام 1912 بواسطة جوليو سامبون، وهي أقل استخدامًا دوليًا وأكثر تفصيلًا، هي تلك الواردة في المجلد الثامن عشر من مجلة CNI (Corpus Nummorum Italicorum) ونص ميمو كاجياتي لعامي 1916-17. يُدرج نص كاجياتي، على وجه الخصوص، جميع العينات المعروفة آنذاك مع وصفها، مُمثلًا إياها من خلال الرسومات.

## السياق التاريخي
بعد ضم مملكة لومبارديا إلى الإمبراطورية الكارولنجية (774)، ظلت منطقة بينيفينتو هي المنطقة الوحيدة من بين الأراضي اللومباردية التي احتفظت باستقلالها الفعلي، على الرغم من تجزئة أراضيها حوالي عام 840. كان أدلكيس أميرًا من عام 854 حتى وفاته في مايو 878. كان ابن راديلكيس وخلف شقيقه راديلجار حيث كان ابن الأخير غايديريس لا يزال في طفولته.
كان استقلال الإمارة مهددًا بسبب الهجمات المستمرة من قبل المسلمين في الجنوب، والضغط من الإمبراطور لويس الثاني من الشمال، والضغط من البيزنطيين المتمركزين في موضوع لانغوبارديا في الشرق.
في عام 860، هُزم أدلكيس في باري على يد القوات الإسلامية، ثم طلب المساعدة من الإمبراطور الفرنجي لويس الثاني، الذي هزم المسلمين عام 866 واستعاد باري عام 871. سعى لويس الثاني بعد ذلك إلى ترسيخ سيطرته على الإمارة بتمركز قواته في حصون بينيفينتو. ردّ أدلكيس بأسر الإمبراطور أثناء نزوله ضيفًا في القصر الأميري في بينيفينتو.
وتنعكس هذه الأحداث في العملات التي صدرت في عهد إمارته.

## سك العملات
بحلول الوقت الذي أصبح فيه أدلكيس أميرًا، لم تكن قد سُكّت أي عملات ذهبية في بينيفينتو لمدة خمسة عشر عامًا تقريبًا، وكان المعدن الوحيد المستخدم في سكّ العملات هو الفضة. وهكذا، سارت الإمارة على خطى الاتجاه السائد في أوروبا.

### الخلفية
كانت العملة الفضية المسكوكة هي الدينار، والتي بدأ سكها في الإمارة، جنبًا إلى جنب مع إنتاج العملات الذهبية، في عهد غريموالد الثالث (787-806) عندما كان شارلمان قد غزا مملكة لومبارديا في عام 774. كانت للعملات الدينير خصائص مماثلة لتلك التي سكت في نفس الفترة من قبل البابوية والفرنجة. كانت الأنواع المتكررة هي تلك التي تحتوي على حرف واحد من اسم الأمير والصليب على الدرجات المستخدمة في الصوليدوس والتريميس.
مع غريموالد الرابع (806-817)، ظهر نوع جديد: على الوجه سنبلة قمح، وعلى الوجه الآخر صليبٌ مُجاورٌ لأربعة معينات. كما وُضع، مع الأمير نفسه، في أساطير المنكرين، إهداءٌ لرئيس الملائكة ميخائيل؛ كان رئيس الملائكة حاميًا ورمزًا للومبارديون، وكان موضع عبادة خاصة.

في عهد سيكو (817-832)، الذي خلف غريموالد، استخدمت الأنواع السابقة مرة أخرى، حيث كان الوجه يحمل الأسطورة PRIHCES BEHEBEH - TI حول الحرف الأول من اسم SICO على شكل صليب وكان الوجه الخلفي يحمل الصليب الطويل التقليدي للومبارديون مع الأسطورة المخصصة لرئيس الملائكة ميخائيل.
في عهد ابن سيكو وخليفته، سيكارد (832-839)، استخدم حرف واحد جديد على شكل صليب يحمل الأحرف SICARD على العملات الورقية.

### أدلكيس
تعكس عملات أدلكيس المشكلات السياسية الدولية التي واجهتها إمارة بينيفينتو خلال فترة حكمه. وتنقسم العملات إلى أربع فترات، ولكل منها - باستثناء الرابعة - أنواع متعددة.
|                             | فترة    | الأنواع المعروفة |
| --------------------------- | ------- | ---------------- |
| أدلكيس وحده                 | 853-867 | 7                |
| أدلكيس ولويس                | 867-870 | 2                |
| لويس، وحده أو مع أنجيلبيرغا | 870-871 | 7                |
| أدلكيس ويوحنا الثامن        | 871     | 1                |

#### الفترة الأولى
الفترة الأولى من سك العملة في عهد أدلكيس كانت تلك التي حملت اسم الأمير فقط، ويعود تاريخها إلى الفترة من 853 إلى 867. وقد استخدم سبعة أنواع من العملات.
الأول على الوجه المعروض في الميدان، على ثلاثة أسطر، الأسطورة + / ADEL' / PRIN وعلى الظهر صليب موضوع جانباً بواسطة أربعة معينات، محاط بالأسطورة - ARHANGEMIHAE ("رئيس الملائكة ميخائيل")، مشابه جدًا لعكس منكري غريموالد الرابع مع السنبلة، جزء من العملة اللومباردية في بينيفينتو. كان اللقب المستخدم هو لقب الأمير وكان الإهداء إلى رئيس الملائكة ميخائيل.
كان النوع الثاني يحمل الصليب التقليدي على درجات على الوجه مع أسطورة ADELHIS PRINCE حوله، بينما على الوجه الخلفي، داخل الأسطورة A - RHANGELVMICHAEL، كان هناك صليب قوي في العمود الأفقي مع سبع كرات على كل ذراع من العمود الرأسي.
أما النوع الثالث فقد كان يحتوي في الحقل على الحروف P ADL R (Adelchi Princeps) مرتبة في ثلاثة أسطر لتشكل صليبًا، محاطًا بالأسطورة + SANCTA MARIA.
كان النوع الرابع يحمل الحرف الأول من اسم القديسة ماريا (SΠAR) في المنتصف والصليب القوي على الوجه الخلفي، بينما في النوع الخامس كان الصليب، اللاتيني هذه المرة، على الوجه الأمامي، محاطًا بالحرفين Α وω؛ وكان الحرف الأول من اسم القديسة ماريا (SΠAR) على الوجه الخلفي. يسرد كاجياتي نسختين مختلفتين لهذه العملة، مع اختلافات طفيفة في الأساطير. في كلتا العملتين، كُتب الحرف "M" من حرف القديسة ماريا بشكل مشابه للحرف "Π" (حرف pi كبير) من الأبجدية اليونانية.
النوع السادس تميز بما يسمى "المعبد الكارولينجي"، والذي استخدمه شارلمان بالفعل. في سكه الرابع، المؤرخ في 812-814، قدم تشارلز نوع الدينير بصورة إمبراطوري على الطراز الروماني تستخدم للوجه. تميز أحد الوجهين الخلفيين بمعبد بيريستيل (أي بأربعة أعمدة) محاط بالأسطورة XPICTIANA RELIGIO (كريستيانا دينيو)، حيث استخدمت الحروف اليونانية أيضًا في النص اللاتيني: "Χ" (خي)، "Ρ" (رو) و"С" (سيجما هلالي)، بدلاً من "ch" و"r" و"s" على التوالي. كما استخدمت زخارف المعبد في سك عملة لويس الأول، مع وجود اختلافات في الأسطورة، والتي أصبحت XPISTIANA RELIGIO بحرف "S" بدلاً من سيجما هلالي تشارلز. كان المعبد الذي استخدمه أدلكيس يحتوي على طبلة رأسية عليها صليب، بينما كان هناك عمودان يفصل بينهما صليب صغير موضوع في المنتصف. كانت الأسطورة هي أدلكيس برين. يصور الوجه الآخر صليبًا على درجات محاطًا بالأسطورة سكام أريا (سانكتا ماريا).
النوع السابع ظهر على الوجه حرف واحد لاسم أدلكيس يعلوه حرف "∇" ويحيط به من اليمين صليب ومن اليسار قربان. على الوجه الآخر، ظهرت العملة المعدنية الأسطورة - BENE - - - BENTV حول صليب على ثلاث درجات محاطة بالحرفين "M" و"H" (نسبةً إلى مايكل أنجيلوس). تميزت هذه العملة المعدنية بأنواع مأخوذة من دينار سكه غريموالد الثالث قبل أكثر من نصف قرن؛ في الدينار الأخير، يتكون الحرف الأول على الوجه من الأحرف التي تشكل اسم غريموالد. على الوجه الخلفي من دينير غريموالد، وضع الصليب جانبًا بواسطة الحرفين الأول والأخير من الأبجدية اليونانية (Α وω).

#### الفترة الثانية
في الفترة الثانية، ظهر اسم لويس الثاني إلى جانب اسم أدلكيس. بعد استعادة باري، استقر لويس في بينيفينتو. ويتجلى هذا الوضع في إصدارات هذه الفترة، أي تلك التي صدرت بين عامي 867 و871، والتي شهدت سكّ عملات دينير تحمل اسمي أدلكيس ولويس الثاني معًا. استُخدم نوعان من العملات في هذه الفترة الثانية.
كان الأول يحمل على الوجه صورة الأذن التي استخدمها بالفعل غريموالد الرابع مع الأسطورة + LVDOVICVSIMPE حولها؛ وعلى الوجه الآخر، صليب أبوي محاط بالحرفين "M" و"H" (بالنسبة لمايكل) والأسطورة + ADELHIS PRINCES، مع الحرف "S" الأخير معكوسًا.
كان على العملة النقدية الأخرى الموجودة على الوجه الأمامي في الحقل الأسطورة I | LVDO | VVICV | ^ P ^ (Ludovicus Imperator) وعلى الوجه الخلفي الحروف P ADEL R (Adelchis princeps) مرتبة على ثلاثة أسطر لتكوين صليب، بينما كانت حولها الأسطورة + ARHANGELMIHAEL.

#### الفترة الثالثة
في الفترة الثالثة، صدرت العملات المعدنية باسم لويس وحده أو مع زوجته أنجيلبيرغا؛ ويرجع تاريخ هذه العملات إلى الفترة ما بين عامي 870 و871.
في هذه الحالة، استُخدمت أنواعٌ من العملات في الغالب من عملاتٍ إمبراطوريةٍ سابقة: معبد كارولينجيان، والصليب مع نقش + XPSTIANARELIGI (كريستيانا ريليجيو)، وغيرها. في مجموعةٍ من العملات، يظهر نقش BENVENTV CIBI أو BENEVENTUM أو ما شابه.
في عملات معدنية أخرى ظهر اسم زوجة لويس في شكل ANGILBERGA، مصحوبًا بألقاب مثل DMA (دومينا)، أو IMP (إمبراطورة)، أو AGVSTA (أوغوستا)، مع تهجئات مختلفة.
هناك ما يصل إلى سبعة أنواع معروفة لهذه الفترة، والتي، مع الاختلافات، يصل مجموعها إلى ثلاثة عشر عملة معدنية مختلفة؛ يحددها كاجياتي بالحروف من "A" إلى "G".
|    | وجه العملة                                                                | العكس                                                                 |
| -- | ------------------------------------------------------------------------- | --------------------------------------------------------------------- |
| أ  | + LVDOVVICVS IMPE؛ صليب المعمودية                                         | بينبنتي سيبي؛ المعبد الكارولنجي                                       |
| ب  | + IM / LVDO / VVICV P :• (لودوفيكوس الإمبراطور) على أربعة أسطر في الميدان | + XPSTIANARELIGI (مرآة S)؛ قضيب طويل متقاطع موضوع جانبًا بواسطة ω و Α؛ |
| ج  | + HLVDOVICVS (أفقي S) IMP R؛ صليب في دائرة من الخرز                       | بيني / بين / تي في إم في الميدان على ثلاثة خطوط                       |
| د  | + DOMLVDOVVICVS؛ IMP في الميدان                                           | + DMA • ANGILBERGA؛ IMP في الميدان                                    |
| هـ | + LVDOVICVS INP؛ صليب على الخطوات؛ كرة أرضية صغيرة على اليسار.            | + • / ANGIL / BERGA / INP في الميدان على أربعة خطوط.                  |
| ف  | + LVDOVIGVS INP؛ الصليب على الخطوات.                                      | + أنجيلبيرجا NP؛ صليب المعمودية.                                      |
| ج  | + LVDOVICVS IMPE؛ حرف واحد على شكل صليب مع الأحرف ACVS ( Agustus ).       | + ANGILBERGA IΠP؛ في وسط AGV / STA على خطين.                          |

#### الفترة الرابعة
في الفترة الرابعة، سكت العملات المعدنية باسم مشترك بين Adelchis والبابا يوحنا الثامن. من هذه الفترة، التي يرجع تاريخها إلى عام 871، لا يُعرف سوى نوع واحد، والذي كان يحمل على الوجه أسطورة ADELGI - PRN حول حرف واحد على شكل صليب مع الأحرف IOHA (Iohannes، اسم البابا باللاتينية) وعلى العكس، في الحقل، أسطورة SCAMR (Sancta Maria ).

## الفهرس
عملة لومباردية
- Bernareggi، Ernesto (1983). Moneta Langobardorum. Milan: Cisalpino Goliardica.
- Memmo Cagiati (1916–17). La zecca di Benevento. Milano. (anastatic reprint: ISBN 9788827109571.{{استشهاد بكتاب}}:  صيانة الاستشهاد: مكان بدون ناشر (link)
- Philip Grierson; Mark Blackburn (2007). Medieval European Coinage (MEC) - Volume 1, The Early Middle Ages (5th–10th Centuries) (بالإنجليزية). Cambridge University Press. (Benevento coins are introduced and analyzed on pages 66–72 and illustrated in Tables 50 and 51)
- Sambon, Arthur (Jun 1908). "Recueil des monnaies de l'Italie méridionale. Bénévent". Le Musée (بالفرنسية). Reprinted along with other works: Sambon, Arthur (1919). Recueil des monnaies du sud de l'Italie avant le domination des Normands (بالفرنسية). Paris.{{استشهاد بكتاب}}:  صيانة الاستشهاد: مكان بدون ناشر (link)
- Sambon، Giulio (1912). Repertorio generale delle monete coniate in Italia e da Italiani all'estero dal secolo V al XX. Paris. ص. Vol. I: Periodo dal 476 al 1566. (anastatic reprint: ISBN 9788827113608).{{استشهاد بكتاب}}:  صيانة الاستشهاد: مكان بدون ناشر (link)
- CNI (Corpus Nummorum Italicorum), vol. XVIII.

الكتالوجات
- Warwick William Wroth (1911). Catalogue of the coins of the Vandals, Ostrogoths and Lombards, and of the empires of Thessalonica, Nicaea and Trebizond in the British museum. Londra.{{استشهاد بكتاب}}:  صيانة الاستشهاد: مكان بدون ناشر (link) (Benevento coins are introduced and analyzed on pages lxi-lxviii and described on pages 155-192. Images are in tables XXI-XXV)